# Russell Westbrook
Russell Westbrook III (Long Beach, California; 12 de noviembre de 1988) es un jugador de baloncesto estadounidense que pertenece a la plantilla de los Denver Nuggets de la NBA. Con 1,93 metros de altura, juega en la posición de base.
Fue seleccionado por los ya desaparecidos Seattle SuperSonics en el draft de 2008. Desde entonces ha formado parte del Mejor Quinteto de la NBA en dos ocasiones y ha sido elegido dos veces MVP del All-Star Game de la NBA (único en la historia en dos ediciones consecutivas: en 2015 y 2016), además de 9 veces All-Star de la NBA. También fue miembro de la selección de baloncesto de Estados Unidos que participó en el Mundial de 2010 y en los Juegos Olímpicos de Londres 2012, donde ganaron sendas medallas de oro.
Durante la temporada 2016-17, en la cual se le otorga el MVP de la Temporada de la NBA, se convierte en el 2.º jugador en la historia en promediar un triple-doble en una misma temporada, junto a Oscar Robertson en 1961-62. También rompió el récord de más triples-dobles en una temporada al conseguir 42. Hasta entonces era de 41 que también había impuesto Robertson. En la temporada 2017-18 se convierte en el primer jugador de la historia de la NBA en lograr un triple-doble contra cada uno de los 29 equipos oponentes. El 2 de abril de 2019 se convierte en el segundo jugador de la NBA en lograr un "doble" triple-doble con 20 puntos, 20 rebotes y 21 asistencias, en un partido contra Los Angeles Lakers, uniéndose a Wilt Chamberlain que lo consiguió en 1968, con 22 puntos, 25 rebotes y 21 asistencias. 
Ya en la 2018-19, Russell repite la hazaña y consigue promediar triple-doble durante toda la temporada, consiguiendo esto por tercer año consecutivo. Dos años después, en la 2020-21, volvió a promediar otro triple-doble, siendo la cuarta vez que lo consigue en cinco años.
El 8 de mayo de 2021 iguala el mítico récord de Oscar Robertson de triples-dobles totales, 181. Superándolo dos días después, y convirtiéndose en el jugador con más triples dobles de la historia.

## Trayectoria deportiva

### Universidad
Tras acudir al Instituto Leuzinger, Westbrook jugó dos temporadas en la Universidad de California, Los Ángeles. En su primera campaña en los Bruins, sus minutos de juego estuvieron muy limitados, promediando 3,4 puntos y 0,7 asistencias en 9 minutos. A pesar de ello, consiguió anotar en dobles-figuras en tres ocasiones. En la siguiente temporada, Westbrook lideró a los Bruins en asistencias (4,3 por partido) y finalizó tercero en anotación (12,7). En las Finales Regionales del Oeste del Torneo de la NCAA, eliminaron a Xavier con Westbrook anotando 17 puntos. Ya en la Final Four, cayeron ante Memphis a pesar del gran partido de Westbrook (22 puntos).
Westbrook fue nombrado Jugador Defensivo del Año de la Pacific-12 Conference, además de formar parte del tercer mejor quinteto de la conferencia y del mejor quinteto defensivo de la liga.

#### Estadísticas
| Año     | Equipo | PJ | PT | MPP  | %TC  | %3P  | %TL  | RPP | APP | ROB | TPP | PPP  |
| ------- | ------ | -- | -- | ---- | ---- | ---- | ---- | --- | --- | --- | --- | ---- |
| 2006–07 | UCLA   | 36 | 1  | 9.0  | .457 | .409 | .548 | .8  | .7  | .4  | .0  | 3.4  |
| 2007–08 | UCLA   | 39 | 34 | 33.8 | .465 | .338 | .713 | 3.9 | 4.3 | 1.6 | .2  | 12.7 |
| Total   | Total  | 75 | 35 | 21.9 | .464 | .354 | .685 | 2.4 | 2.5 | 1.0 | .1  | 8.3  |

### Profesional

#### Oklahoma City Thunder

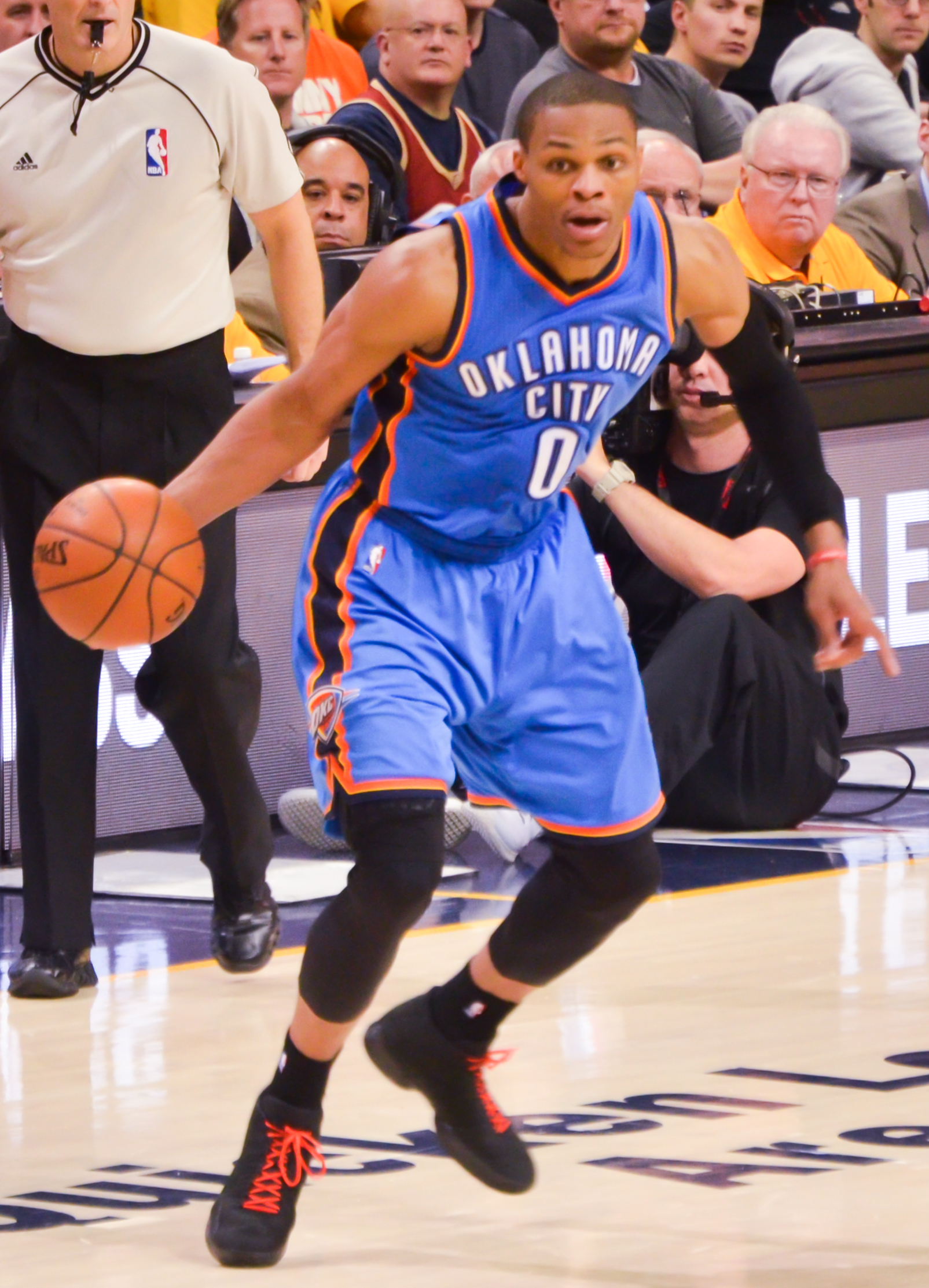
Westbrook en 2015.

Seattle SuperSonics le seleccionó en el Draft de la NBA de 2008 en la cuarta posición. El 5 de julio de 2008, Westbrook firmó con Oklahoma City Thunder junto con D.J. White. Westbrook fue nombrado mejor rookie de la Conferencia Oeste en el mes de diciembre y febrero. En diciembre, Westbrook promedió 15,5 puntos, 5,1 rebotes y 5,1 asistencias, mientras que en febrero mejoró sus números hasta los 20,6 puntos, 6,1 rebotes y 5,9 asistencias. El 1 de febrero, el jugador anotó 34 puntos en la derrota de los Thunder frente a Sacramento Kings en la prórroga.
El 2 de marzo de 2009, Westbrook realizó su primer triple-doble en la NBA, con 17 puntos, 10 rebotes y 10 asistencias, siendo el primer rookie en conseguirlo desde Chris Paul en la temporada 2005-06, y el tercer jugador de los Sonics/Thunder (los otros fueron Art Harris y Gary Payton). Finalizó cuarto en la votación por el Rookie del Año de la NBA y fue incluido en el mejor quinteto de rookies de la temporada.
Fue elegido jugador de la semana junto a Jeremy Lin en febrero de 2012.
En la temporada 2014-15 culmina su mejor temporada en la NBA, quedando cuarto en la carrera por el MVP y acabando la temporada como máximo anotador de la NBA, 2.º máximo en robos y 4.º máximo asistente. Hizo una magnífica temporada haciendo 11 triples dobles en la campaña (siendo el que más en esa temporada) y siendo tres veces mejor jugador del mes. Además consiguió su mejor anotación en un partido, con 53 puntos anotados frente a Indiana Pacers.
Fue elegido al MVP del All-Star Game de la NBA en el 2015, anotando 41 puntos, solo uno menos que Wilt Chamberlain, que ostentaba el récord con 42 puntos anotados en 1962. Luego ese récord fue superado. También en este año, consiguió 3 triples-dobles de manera consecutiva, el segundo en la historia en realizarlo. En el All-Star Game de la NBA 2016 también logró nuevamente el título de MVP, el único en conseguirlo dos veces seguidas junto con Bob Pettit.
Estableció nuevos aumentos de carrera en asistencias (834), rebotes (626) y robos (163). Se registraron 18 triples dobles que incluyen 54 dobles dobles. Sus 18 triples dobles están empatados por más en una temporada desde 1981-82 cuando Magic Johnson también registró 18. OKC fue de 18-0 cuando registró un triple-doble - la racha más larga ganadora por un jugador en los juegos en los que había Un doble triple en una sola temporada en la historia de la NBA y la racha más larga en general desde que los Lakers ganaron 24 partidos consecutivos cuando Magic Johnson tuvo un triple doble desde noviembre de 1984 a noviembre de 1987. Grabó un triple doble por medio tiempo vs. LAL (4/11), convirtiéndose en el primer jugador desde Kevin Johnson en 1997 en registrar uno en la primera mitad. Marcó la segunda vez en su carrera que ha registrado un triple doble en menos de 24 minutos. Sus siete tripledoubles en el mes de marzo coinciden con Michael Jordan (abril de 1989) por los triples más dobles en un mes en los últimos 40 años y ayudó a Westbrook a ganar el premio al Jugador de la Conferencia Oeste por segunda vez esta temporada. Votó como titular para el Juego de Estrellas de la NBA en 2016 y sumó 31 puntos, ocho rebotes y cinco asistencias en la victoria 196-173 de West. Derrotado 19 rebotes contra Orlando (2/3), uniéndose a Jason Kidd como los únicos dos guardias con un juego de 19 rebotes en las últimas 25 temporadas de la NBA. Nombrado Jugador de la Conferencia Oeste del mes de diciembre junto a su compañero de equipo Kevin Durant después de promediar 23,8 puntos, 8,9 asistencias, 5,9 rebotes y una mejor 2,73 de la liga roba, mientras que el conteo de tres juegos de 30 puntos y siete concursos de asistencia de dos dígitos. Después de contar con 121 puntos y 37 asistencias en su primera semana de temporada, se convirtió en el primer jugador con al menos 120 puntos y 35 asistencias a través de cuatro partidos desde Nate Archibald en 1972. Totalizó 48 puntos, 11 rebotes y 8 asistencias en Orlando (10/30) junto a 43 puntos de Kevin Durant. El dúo ha anotado 40 puntos más en el mismo juego en tres ocasiones a lo largo de sus carreras, la mayoría de los dos compañeros de equipo en la historia de la NBA. Anotó 40 puntos más cuatro veces. Anotó 30 puntos más de 13 veces. Marcó 20 puntos y más 58 veces. Marcó en cifras dobles en 77 partidos. Cuarenta y ocho juegos de dos dígitos ayudan. Veinticuatro juegos con 10 rebotes. Cincuenta y cuatro dobles dobles.

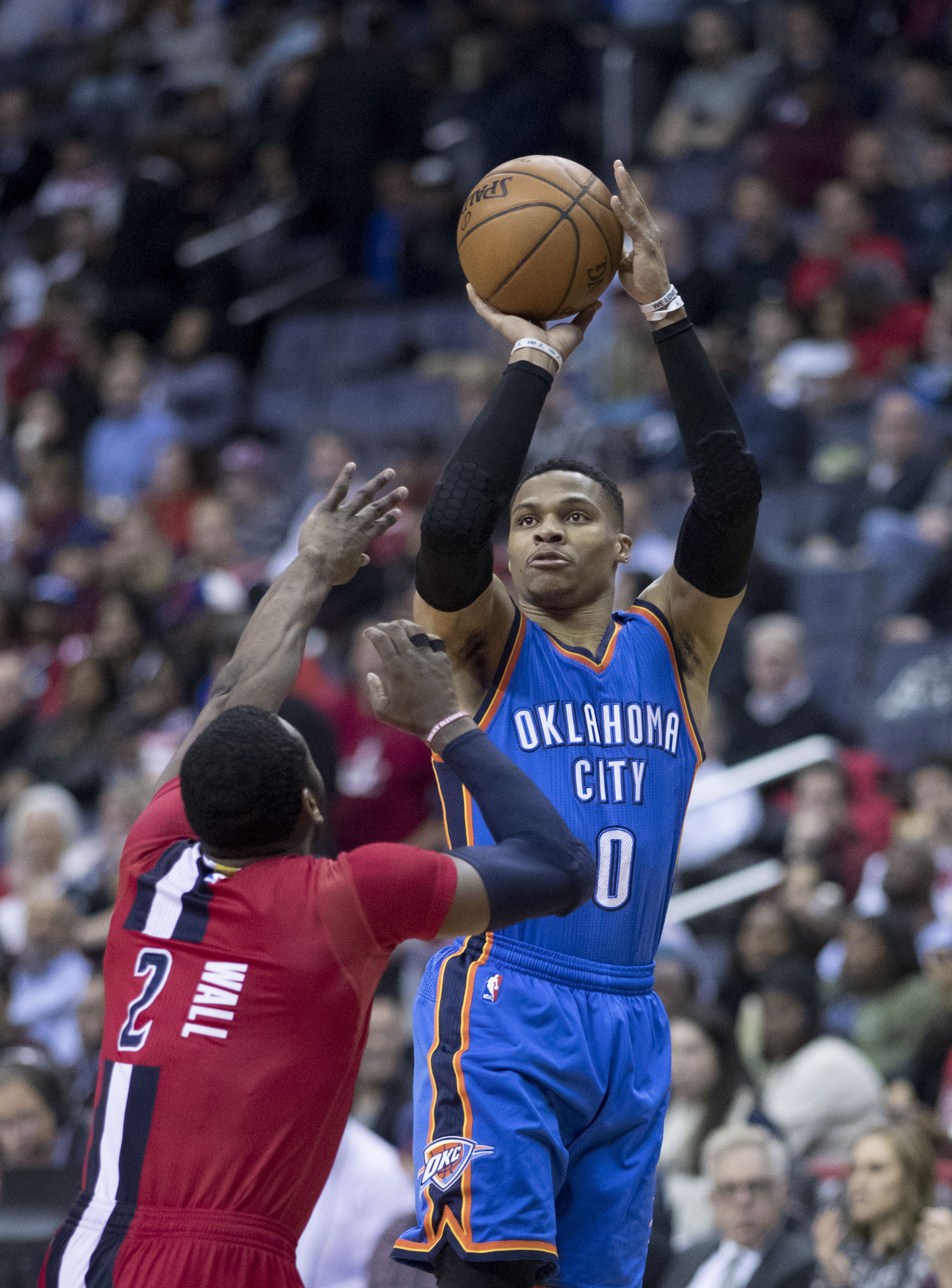
Westbrook, en 2017, ante Washington Wizards.

En el segundo partido de la temporada 2016-17 ante los Phoenix Suns logró un triple-doble de 51 puntos, 13 rebotes y 10 asistencias, el primero de más de 50 puntos desde que lo lograra Kareem Abdul-Jabbar en 1975. Dos días después consiguió otro triple-doble con 33 puntos, 12 rebotes y 16 asistencias, en la victoria por 113-96 frente a Los Angeles Lakers, uniéndose a Magic Johnson, Jerry Lucas y Oscar Robertson, en conseguir dos triples-dobles en los primeros tres partidos de la temporada. Además, logró igualar a Oscar Robertson como el único otro jugador en promediar un triple-doble en una temporada regular, aunque jugando casi 10 minutos menos por partido, y superó el récord de este último de 41 triples-dobles en una temporada el 9 de abril de 2017 en el partido contra los Denver Nuggets que finalizó 106-105 a favor de Oklahoma City Thunder y en el que anotó 50 puntos, capturó 16 rebotes y repartió 10 asistencias a sus compañeros. Además, en este mismo partido, el base de los Thunder anotó un triple sobre la bocina que le dio el triunfo a su equipo. En la temporada 2016-17 fue elegido en el Primer Quinteto de la NBA por segunda vez en su carrera. En los playoffs 2017 promedio un triple doble con 37,5 puntos, 11,6 rebotes y 10,8 asistencias, pero fueron eliminados por los Rockets de James Harden (1-4) en primera ronda. En el segundo partido de esa serie anotó 51 puntos, capturando 10 rebotes y repartiendo 13 asistencias. Al término de la temporada fue elegido MVP de la NBA.
En la temporada 2017-18, su idilio con el triple-doble continúa. El 14 de marzo de 2018, en el partido ante los Atlanta Hawks, el base sumó su triple-doble número 100 al conseguir 30 puntos, 12 rebotes y 12 asistencias. Solo hay tres jugadores además de él que han pasado de la barrera de los 100 triples-dobles: Oscar Robertson (181), Magic Johnson (131) y Jason Kidd (107). Al término de la siguiente temporada, el 5 de diciembre de 2018 consiguió superar la marca de 107 triples dobles de Jason Kidd, convirtiéndose así en el 3º jugador con más triples dobles de la historia. Westbrook es el jugador que ha encadenado más partidos consecutivos consiguiendo un triple doble en una misma temporada llegando a 11. Junto a Paul George y Carmelo Anthony volvieron a clasificarse para la postemporada, pero cayendo en primera ronda frente a Utah Jazz.
La temporada siguiente, vuelve a conseguir promediar un triple doble, por tercer año consecutivo, clasificando a su equipo para PlayOffs. Donde cayeron en primera ronda ante los Blazers de Damian Lillard. Además fue líder de la liga en asistencias por segundo año consecutivo.

#### Houston Rockets

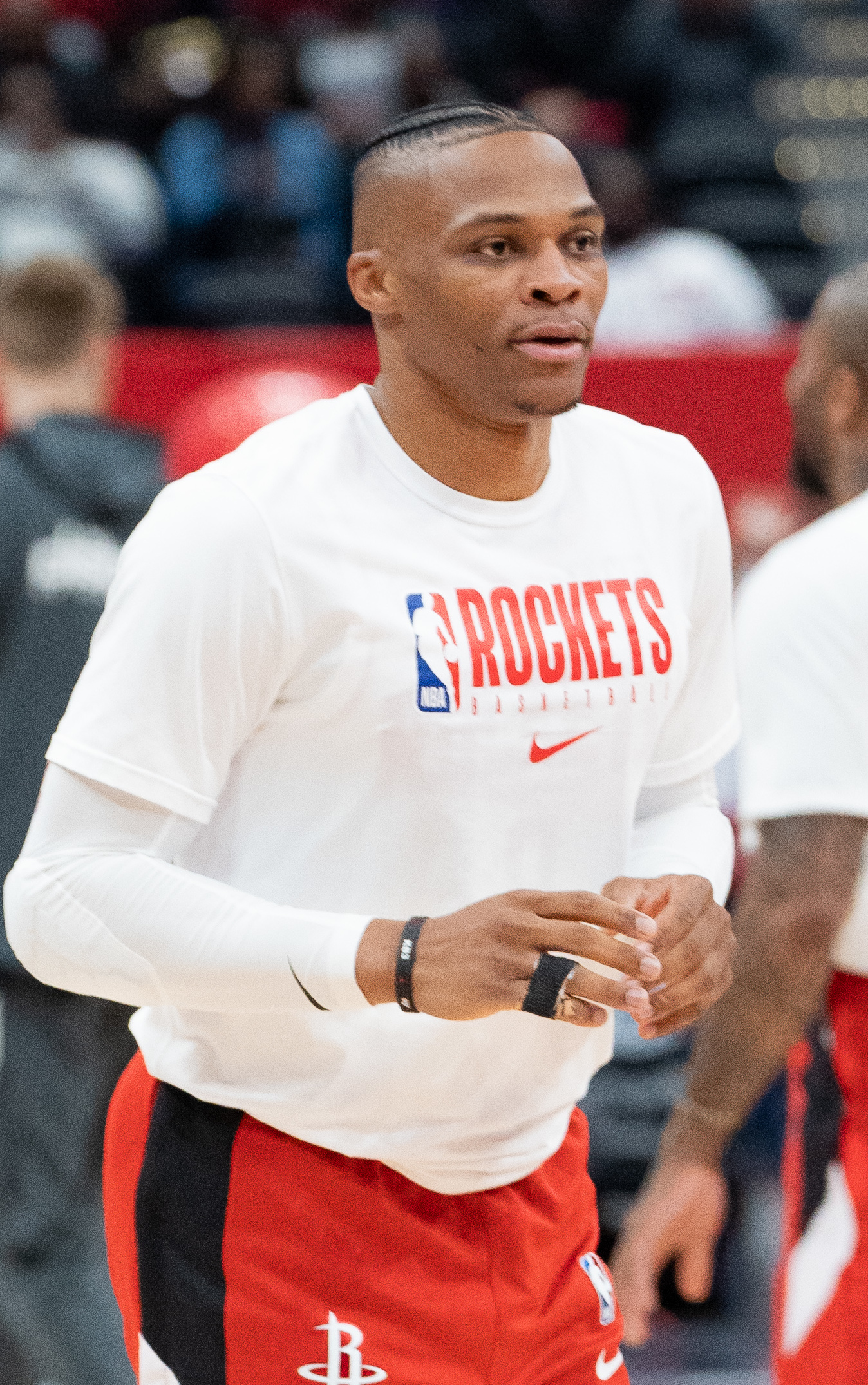
Westbrook con los Rockets en 2019.

Tras once temporadas en Oklahoma, el 11 de julio de 2019, es traspasado a Houston Rockets a cambio de Chris Paul. El 30 de enero de 2020, fue seleccionado para participar en el All-Star Game por novena vez en su carrera.

#### Washington Wizards
Después de un año en Houston, el 2 de diciembre de 2020, es traspasado a Washington Wizards a cambio de John Wall. El 29 de marzo de 2021, en la victoria ante Indiana Pacers, registró 35 puntos, 14 rebotes y 21 asistencias, lo que supuso su décimo sexto triple doble de la temporada, superando el récord de la franquicia que poseía Darrell Walker (15 triples dobles en 4 temporadas), en tan solo una temporada. También, supuso el primer triple doble en la historia de la NBA con 35 y 20 asistencias. Y además, fue el récord de asistencias de la temporada. El 21 de abril, ante Golden State Warriors registró 14 puntos, 20 rebotes y 10 asistencias, siendo el primer triple doble de la franquicia de Washington con valores de 10/20/10 desde Wes Unseld en 1971. El 3 de mayo ante Indiana Pacers, consigue un 14/21/24, igualando su mejor marca de rebotes, e igualando su mejor marca de  asistencias, convirtiéndose en el único jugador de la historia en lograr más de un triple doble con más de 20 rebotes y 20 asistencias. También igualaba el máximo número de asistencias en un partido de la franquicia de los Wizards (24), récord que comparte con Kevin Porter (1980). El 11 de mayo de 2021, ante los Atlanta Hawks, superó la marca de triple-dobles de Oscar Robertson, que mantenía esta racha desde 1974, al lograr el número 182 de su carrera, y habiendo necesitado 100 partidos menos que él. El 15 de mayo logra encadenar siete encuentros con más de 15 asistencias, siendo el tercer jugador que lo consigue junto a John Stockton y Isiah Thomas. Al término de la fase regular, vuelve a promediar un triple doble en la temporada, siendo la cuarta vez que lo consigue, y además fue líder de la liga en asistencias con 11,7 por partido.

#### Los Angeles Lakers
El 29 de julio de 2021, durante la noche del draft de la NBA, se hace oficial su traspaso a Los Angeles Lakers a cambio de Kyle Kuzma, Kentavious Caldwell-Pope y Montrezl Harrell. El 26 de octubre ante San Antonio Spurs anota 33 puntos. El 17 de noviembre ante los Bucks reparte 15 asistencias y anota 19 puntos. El 28 de enero de 2022 ante Charlotte Hornets consigue 35 puntos. El 18 de marzo ante Toronto Raptors lleva el partido a la prórroga tras un robo y un triple en el último segundo. El 3 de abril ante Denver Nuggets anota 27 puntos, encestando 10 canastas consecutivas, siendo el récord personal en su carrera.
Durante su segunda temporada en Los Ángeles, el 8 de enero de 2023 se convirtió en el segundo jugador en conseguir más de 20 puntos y 15 o más asistencias saliendo desde el banquillo. El 16 de enero ante Philadelphia 76ers registra su cuarto triple-doble de la temporada (198 en total), y se convierte en el jugador con más triples-dobles conseguidos saliendo desde el banquillo. El 31 de enero, supera las 8966 asistencias de Gary Payton y se coloca como el décimo máximo asistente de la historia, el tercero en activo.

#### Los Angeles Clippers
El 8 de febrero de 2023 es traspasado a Utah Jazz en un intercambio entre tres equipos y en el que se vieron involucrados hasta ocho jugadores. El 20 de febrero llegó a un acuerdo con los Jazz para la rescisión de su contrato, y al día siguiente firmaba por Los Angeles Clippers.
El 2 de julio de 2023 firma una extensión de contrato con los Clippers por 2 años y $7,8 millones.
El 2 de febrero de 2024, en un partido ante Detroit Pistons, supera los 25.000 puntos en su carrera, siendo el vigesimoquinto jugador en la historia de la NBA que alcanza esa cifra. El 9 de abril, ante Phoenix Suns y en su primer partido como titular desde noviembre, consigue 16 puntos, 15 rebotes y 15 asistencias, siendo el décimo encuentro de 15-15-15 en su carrera, el primero en la historia de los Clippers y su triple-doble número 199.

#### Denver Nuggets
En julio de 2024 es traspasado a Utah Jazz, pero es cortado, y se une a Denver Nuggets. El 19 de noviembre de 2024 ante Memphis Grizzlies consigue el triple-doble número 200 de su carrera en temporada regular, que además lo hizo saliendo desde el banquillo. El 30 de diciembre ante Utah Jazz consigue un triple-doble de 16 puntos, 10 rebotes y 10 asistencias, además 0 pérdidas y sin fallar un solo tiro, convirtiéndose en el segundo jugador de la historia que consigue un triple-doble sin perder un balón y con un 100% en tiros. El 24 de marzo de 2025, supera los 26.071 puntos de Kevin Garnett y alcanza la vigésima posición en la lista de los máximos anotadores de la historia en la NBA. El 28 de marzo supera las 9887 asistencias de Oscar Robertson, colocándose como el octavo máximo asistente en la historia de la liga.

## Estadísticas de su carrera en la NBA
|  | Líder de la liga |

### Temporada regular
| Año      | Equipo        | PJ   | PT    | MPP  | %TC  | %3P  | %TL  | RPP  | APP  | ROB | TPP | PPP  |
| -------- | ------------- | ---- | ----- | ---- | ---- | ---- | ---- | ---- | ---- | --- | --- | ---- |
| 2008-09  | Oklahoma City | 82   | 65    | 32.5 | .398 | .271 | .815 | 4.9  | 5.3  | 1.3 | .2  | 15.3 |
| 2009-10  | Oklahoma City | 82   | 82    | 34.3 | .418 | .221 | .789 | 4.9  | 8.0  | 1.3 | .4  | 16.1 |
| 2010-11  | Oklahoma City | 82   | 82    | 34.7 | .442 | .330 | .842 | 4.6  | 8.3  | 1.9 | .4  | 21.9 |
| 2011-12  | Oklahoma City | 66   | 66    | 35.3 | .457 | .316 | .823 | 4.6  | 5.5  | 1.7 | .3  | 23.6 |
| 2012-13  | Oklahoma City | 82   | 82    | 34.9 | .438 | .323 | .800 | 5.2  | 7.4  | 1.8 | .3  | 23.2 |
| 2013-14  | Oklahoma City | 46   | 46    | 30.7 | .437 | .318 | .826 | 5.7  | 6.9  | 1.9 | .2  | 21.8 |
| 2014-15  | Oklahoma City | 67   | 67    | 34.4 | .426 | .299 | .835 | 7.3  | 8.6  | 2.1 | .2  | 28.1 |
| 2015-16  | Oklahoma City | 80   | 80    | 34.4 | .454 | .296 | .812 | 7.8  | 10.4 | 2.0 | .3  | 23.5 |
| 2016-17  | Oklahoma City | 81   | 81    | 34.6 | .425 | .343 | .845 | 10.7 | 10.4 | 1.6 | .4  | 31.6 |
| 2017-18  | Oklahoma City | 80   | 80    | 36.4 | .449 | .298 | .737 | 10.1 | 10.3 | 1.8 | .3  | 25.4 |
| 2018-19  | Oklahoma City | 73   | 73    | 36.0 | .428 | .290 | .656 | 11.1 | 10.7 | 1.9 | .5  | 22.9 |
| 2019-20  | Houston       | 57   | 57    | 35.9 | .472 | .258 | .763 | 7.9  | 7.0  | 1.6 | .4  | 27.2 |
| 2020-21  | Washington    | 65   | 65    | 36.4 | .439 | .315 | .656 | 11.5 | 11.7 | 1.4 | .4  | 22.2 |
| 2021-22  | L.A. Lakers   | 78   | 78    | 34.3 | .444 | .298 | .667 | 7.4  | 7.1  | 1.0 | .3  | 18.5 |
| 2022-23  | L.A. Lakers   | 52   | 3     | 28.7 | .417 | .296 | .655 | 6.2  | 7.5  | 1.0 | .4  | 15.9 |
| 2022-23  | L.A. Clippers | 21   | 21    | 30.2 | .489 | .356 | .658 | 4.9  | 7.6  | 1.1 | .5  | 15.8 |
| 2023-24  | L.A. Clippers | 68   | 11    | 22.5 | .454 | .273 | .688 | 5.0  | 4.5  | 1.1 | .3  | 11.1 |
| 2024-25  | Denver        | 75   | 36    | 27.9 | .449 | .323 | .661 | 4.9  | 6.1  | 1.4 | .5  | 13.3 |
| Total    | Total         | 1237 | 1,075 | 33.3 | .439 | .305 | .772 | 7.0  | 8.0  | 1.6 | .3  | 21.2 |
| All-Star | All-Star      | 9    | 2     | 22.4 | .506 | .338 | .588 | 5.2  | 3.8  | 1.4 | .0  | 21.6 |

### Playoffs
| Año   | Equipo        | PJ  | PT  | MPP  | %TC  | %3P  | %TL  | RPP  | APP  | ROB | TPP | PPP  |
| ----- | ------------- | --- | --- | ---- | ---- | ---- | ---- | ---- | ---- | --- | --- | ---- |
| 2010  | Oklahoma City | 6   | 6   | 35.3 | .473 | .417 | .842 | 6.0  | 6.0  | 1.7 | .2  | 20.5 |
| 2011  | Oklahoma City | 17  | 17  | 37.5 | .394 | .292 | .852 | 5.4  | 6.4  | 1.4 | .4  | 23.8 |
| 2012  | Oklahoma City | 20  | 20  | 38.4 | .435 | .277 | .802 | 5.5  | 5.8  | 1.6 | .4  | 23.1 |
| 2013  | Oklahoma City | 2   | 2   | 34.0 | .415 | .222 | .857 | 6.5  | 7.0  | 3.0 | .0  | 24.0 |
| 2014  | Oklahoma City | 19  | 19  | 38.7 | .420 | .280 | .884 | 7.3  | 8.1  | 2.2 | .3  | 26.7 |
| 2016  | Oklahoma City | 18  | 18  | 37.4 | .405 | .324 | .829 | 6.9  | 11.0 | 2.6 | .1  | 26.0 |
| 2017  | Oklahoma City | 5   | 5   | 38.8 | .388 | .265 | .800 | 11.6 | 10.8 | 2.4 | .4  | 37.4 |
| 2018  | Oklahoma City | 6   | 6   | 39.2 | .398 | .357 | .825 | 12.0 | 7.5  | 1.5 | .0  | 29.3 |
| 2019  | Oklahoma City | 5   | 5   | 39.4 | .360 | .324 | .885 | 8.8  | 10.6 | 1.0 | .6  | 22.8 |
| 2020  | Houston       | 8   | 8   | 32.8 | .421 | .242 | .532 | 7.0  | 4.6  | 1.5 | .3  | 17.9 |
| 2021  | Washington    | 5   | 5   | 37.2 | .333 | .250 | .791 | 10.4 | 11.8 | .4  | .2  | 19.0 |
| 2023  | L.A. Clippers | 5   | 5   | 38.5 | .410 | .357 | .880 | 7.6  | 7.4  | 1.2 | 1.4 | 23.6 |
| 2024  | L.A. Clippers | 6   | 0   | 19.0 | .260 | .235 | .615 | 4.2  | 1.7  | 1.2 | .5  | 6.3  |
| 2025  | Denver        | 13  | 0   | 24.1 | .391 | .317 | .700 | 3.7  | 2.6  | .9  | .1  | 11.7 |
| Total | Total         | 135 | 116 | 35.5 | .405 | .299 | .820 | 6.7  | 7.1  | 1.7 | .3  | 22.5 |

## Logros y reconocimientos

### Selección
- Medalla de Oro en Copa Mundial de Baloncesto de 2010
- Medalla de Oro en los Juegos Olímpicos de Londres 2012

### Individuales
- Elegido para el mejor quinteto de rookies 2009, de la NBA
- 9 veces elegido para jugar el All-Star Game de la NBA: 2011, 2012, 2013, 2015, 2016, 2017, 2018, 2019 y 2020
  - 2 veces MVP del All-Star Game de la NBA: 2015 y 2016
- MVP de la temporada regular: 2017
- 2 veces en el mejor quinteto de la NBA: 2016 y 2017
- 5 veces en el segundo mejor quinteto de la NBA: 2011, 2012, 2013, 2015 y 2018
- 2 veces en el 3.er mejor quinteto de la NBA 2019 y 2020
- Líder de la temporada NBA 2014-15 en anotación: 28.1
- Líder de la temporada NBA 2016-17 en PER: 30.63
- Líder de la temporada NBA 2016-17 en anotación: 31.6
- Líder de la temporada NBA 2017-18 en asistencias: 10.25
- Líder de la temporada NBA 2018-19 en asistencias: 10.7
- Líder de la temporada NBA 2020-21 en asistencias: 11.7
- Jugador con más triple-dobles de la historia de la NBA, al superar la marca de los 181 de Oscar Robertson.
- NBA Community Assist Award (2015)
- Elegido en el Equipo del 75 aniversario de la NBA en 2021.

### Máximos personales
| Máximos           | Puntos | Rebotes | Asistencias | Robos | Tapones |
| ----------------- | ------ | ------- | ----------- | ----- | ------- |
| Temporada regular | 58     | 21      | 24          | 8     | 4       |
| PlayOffs          | 51     | 21      | 16          | 7     | 3       |

Triples dobles
|  | Récord NBA |

| Triple doble      | N.º |
| ----------------- | --- |
| Temporada regular | 200 |
| PlayOffs          | 12  |
| Total             | 212 |

Actualizado al término de la 2023-24.

### Partidos ganados sobre la bocina
|      | con Oklahoma City Thunder    |
| (PO) | Denota un partido de PlayOff |

| Número | Tiro         | Margen | Resultado | Oponente         | Fecha                 |
| ------ | ------------ | ------ | --------- | ---------------- | --------------------- |
| 1      | Tiro de tres | -2     | 106-105   | Denver Nuggets   | 9 de abril de 2017    |
| 2      | Tiro de tres | Empate | 110-107   | Sacramento Kings | 22 de febrero de 2018 |

1. ↑  Con este triple, alcanzó los 50 puntos en el partido.